# Capcana viitorului
Capcana viitorului (în engleză Next) este un film științifico-fantastic american din 2007, regizat de Lee Tamahori și avându-i în rolurile principale pe Nicolas Cage, Julianne Moore și Jessica Biel. Scenariul original al filmului se bazează vag pe povestirea science-fiction „The Golden Man” de Philip K. Dick. Filmul a avut premiera la 27 aprilie 2007. Deși a fost bine primit de public, criticii i-au făcut filmului Capcana viitorului recenzii nefavorabile.

## Rezumat
Cris Johnson (Nicolas Cage) este un om care poate vedea în viitor. El poate vedea doar ce se întâmplă în următoarele două minute din viitor, cu excepția unei viziuni pe care a avut-o o dată cu o femeie care se afla într-un restaurant. Deoarece nu are alte detalii temporale, el merge la restaurant de două ori în fiecare zi la 8:09, pentru a aștepta sosirea ei. În restul timpului el lucrează ca magician în  Las Vegas, folosindu-se de capacitățile sale pentru a realiza mici câștiguri la cazinouri pentru a nu atrage atenția. 
El intră în atenția agentului FBI Callie Ferris (Julianne Moore), care și-a dat seama de capacitatea sa și vrea să o folosească pentru a opri un terorist să detoneze o bombă nucleară. Înainte ca Ferris să-l abordeze pe Cris, prezența lui Cris la masa de joc atrage atenția agenților de pază ai cazinoului. Pe când încerca să iasă din cazinou, el oprește un jaf iminent, dar este urmărit de agenții de securitate. Folosindu-și capacitatea sa de a prognoza acțiunile urmăritorilor săi, el scapă atât de ei, cât și de poliția din Las Vegas. Ferris îl urmărește pe Cris la casa lui, dar el scapă după ce prevede sosirea ei. În aceeași noapte, șeful securității cazinoului este abordat de doi teroriști, este interogat cu privire la Johnson și apoi ucis.
În dimineața următoare, Cris este din nou la restaurant, atunci când o vede pe Liz Cooper (Jessica Biel), femeia din viziunea sa. Se pare că el poate vedea nu numai viitorul, ci poate vedea efectele a oricărei acțiuni întreprinse de el în acel viitor. După ce-și imaginează  o serie de abordări diferite, în toate dintre acestea fiind respins, el intervine atunci când ajunge fostul iubit al lui Liz. Știind că ea se îndreaptă spre Flagstaff, Arizona, Cris o convinge să-l ducă și pe el acolo. Ferris îi urmărește, în timp ce teroriștii decid să-l omoare. La sosirea nopții, Cris și Liz se opresc să-și petreacă noaptea într-un motel. Bomba fiind transportată la Los Angeles, Ferris își convinge superiorii să o lase să-l aducă pe Cris. Teroriștii îi urmează în speranța că agenții îi vor duce la Cris.
Mai târziu în aceeași zi, agentul Ferris o abordează pe Liz în timp ce aceasta din urmă mergea pe jos în apropierea motelului. Pretinzând că Cris este un sociopat periculos, ea îi cere să-l drogheze pe Cris, astfel încât acestea să-l adoramă. În schimb, Liz îl avertizează pe Cris, care îi spune secretul lui. Când ea îl întreabă de ce el nu va ajuta FBI-ul să-i oprească pe teroriști, el îi explică limitele sale, menționând excepția referitoare doar la evenimentele ce o implică pe ea. Cerându-i lui Liz să-l aștepte, el încearcă să scape de agenții FBI care așteptau să-l aresteze, dar este capturat după salvarea lui Ferris de un buștean ce se rostogolea de pe partea laterală a unui munte. Neputând să-l omoare pe Cris, teroriștii o răpesc pe Liz.
Aflat în custodia FBI-ului, Cris este legat de un scaun, cu ochii deschiși și obligat să se uite la televizor până când are o viziune, care îi poate ajuta pe agenții federali. Așteptându-l să vadă un raport despre detonarea bombei, el are în schimb o viziune de după câteva ore, din viitor, în care Liz este ucisă de o bombă în timp ce era legată de un scaun cu rotile ca momeală pentru Cris. Cris scapă din captivitate și aleargă la parcarea unde ea va fi ucisă. Urmărindu-l pe Cris la parcare, Ferris promite să-l ajute să o salveze, atâta timp cât Cris va ajuta la oprirea detonării bombei și este realizat un plan de a-i scoate pe teroriști din ascunzătoare.
Folosindu-și abilitatea sa, Cris ajută FBI-ul să urmărească teroriștii până în portul unde-și aveau baza. Când ajung acolo, după o serie de schimburi de focuri, Cris reușește să ajungă până la liderul terorist și să evite să fie împușcat, văzând cum gloanțele ar trebui să intre în corpul său. După uciderea teroriștilor și salvarea lui Liz, ei află că bomba fusese deja mutată. Ferris îi arată lui Cris un seismograf sperând că el nu va vedea nicio mișcare cauzată de explozie înainte ca aceasta să se întâmple. Atunci când el se uită la ecranul își dă seama că a făcut o greșeală și că era prea târziu pentru a o corecta; bomba explodează pe mare și distruge complet portul, precum și restul orașului.
Filmul se întoarce la scena cu Cris și Liz, în pat, la hotelul din Arizona, înainte ca Liz să iasă afară și a fi abordată de Ferris. Datorită implicării lui Liz în evenimente, Cris a fost în măsură să-și imagineze tot ceea ce ar putea conduce la explozie nucleară. "De fiecare dată când te uiți în viitor, îl schimbi".
Cris o cheamă pe Ferris și se oferă să prevină dezastrul nuclear, cerându-i apoi lui Liz să-l aștepte.

## Distribuție
- Nicolas Cage - Cris Johnson / Frank Caddilac
- Julianne Moore - Callie Ferris
- Jessica Biel - Liz Cooper
- Thomas Kretschmann - dl. Smith
- Tory Kittles - Cavanaugh
- Jose Zuniga - paznicul-șef Roybal
- Jim Beaver - Wisdom
- Jason Butler Harner - Jeff Baines
- Michael Trucco - Kendall
- Enzo Cilenti - dl. Jones
- Laetitia Danielle - domnișoara Brown
- Nicolas Pajon - dl. Green
- Peter Falk - Irv

## Producție
Gary Goldman și Jason Koornick au optat inițial pentru povestirea science fiction The Golden Man a lui Philip K. Dick. Goldman a scris o schiță de scenariu pe care el și Koornick au prezentat-o companiei de producție a lui Nicolas Cage, Saturn Films.

## Încasări
Filmul s-a clasat pe locul 3 la casele de bilete ale cinematografelor din SUA, aducând încasări de 7,1 milioane $ de la 2.725 cinematografe în primul week-end. În cele opt săptămâni de difuzare în SUA, el a realizat încasări de 18 milioane $ și a făcut ca încasările mondiale totale să fie de 76 milioane $. În comparație cu alte filme bazate pe povestirile lui Philip K. Dick, Capcana viitorului a adus încasări mai mici decât Minority Report, Total Recall, Cecul sau viața și Blade Runner – dar mai mari decât Impostor, Screamers și A Scanner Darkly.

## Recepție
Capcana viitorului a primit recenzii negative. Pe situl Rotten Tomatoes filmul are un rating de aprobare de 28% bazat pe 128 de opinii (36 "fresh", 92 "rotten").
Metacritic a dat filmului un scor mediu de 42% bazat pe 23 de recenzii.
James Berardinelli de la ReelViews a dat filmului 2½ stele din 4 și a spus că unele părți din film sunt "fascinante" și "convingătoare", dar că "totul se termină prăbușindu-se sub propria greutate". Berardinelli a spus că Nicolas Cage "pare să se miște printre scene", "Julianne Moore aduce intensitate unei părți a rolului Callie, deși personajul este incomplet", "Jessica Biel este atrăgătoare", dar "personajul este neterminat" și că "Thomas Kretschmann este neimpresionant ca terorist". El a mai spus "unii spectatori se vor simți înșelați de ceea ce este în Capcana viitorului și este greu să-i învinovățim". 
Connie Ogle de la Miami Herald a dat filmului 2 stele din 4 și a spus că filmul pare ca și cum regizorul Lee Tamahori "a cheltuit aproximativ 12 dolari pe bugetul său de efecte speciale". Ogle a afirmat ca filmul a avut o premisă decentă, dar "Capcana viitorului începe să se facă de râs, iar vedetele sale îl rostogolesc până la punctul culminant". 
Criticul de film Peter Howell de la Toronto Star a dat filmului 1 ½ stele din 4 și l-a numit o colosală "pierdere de timp", spunând că este "posibil cea mai mare murdărire a unei opere a lui Dick până în prezent". Howell a spus rolurile "par a fi tăiate și lipite din alte filme" și a afirmat că filmul "are una dintre cele mai enervante terminații dintotdeauna". 
Capcana viitorului a primit două nominalizări la Premiile Zmeura de Aur pentru cel mai prost actor (Nicolas Cage) și cea mai proastă actriță în rol secundar (Jessica Biel).